# Olympische Winterspiele 1972/Teilnehmer (DDR)
| Gelbes Symbol für Goldmedaillen mit stilisierten Olympischen Ringen | Graues Symbol für Silbermedaillen mit stilisierten Olympischen Ringen | Braundes Symbol für Bronzemedaillen mit stilisierten Olympischen Ringen |
| ------------------------------------------------------------------- | --------------------------------------------------------------------- | ----------------------------------------------------------------------- |
| 4                                                                   | 3                                                                     | 7                                                                       |

Die DDR nahm an den Olympischen Winterspielen 1972 im japanischen Sapporo mit einer Delegation von 42 Athleten, 29 Männer und 13 Frauen, teil.
Nach 1968 war es die zweite Teilnahme der DDR an Olympischen Winterspielen.

## Flaggenträger
Der Rennrodler Klaus-Michael Bonsack trug die Flagge der DDR, welche erstmals unter eigener Flagge startete, während der Eröffnungsfeier im Makomanai-Stadion.

## Medaillen
Mit vier gewonnenen Gold-, drei Silber- und sieben Bronzemedaillen belegte das Team der DDR Platz 2 im Medaillenspiegel.

### Gold
- Wolfgang Scheidel: Rodeln, Herren, Einsitzer
- Horst Hörnlein und Reinhard Bredow: Rodeln, Herren, Doppelsitzer
- Anna-Maria Müller: Rodeln, Damen, Einsitzer
- Ulrich Wehling: Ski Nordisch, Nordische Kombination

### Silber
- Hansjörg Knauthe: Biathlon, Herren, 20 km
- Harald Ehrig: Rodeln, Herren, Einsitzer
- Ute Rührold: Rodeln, Damen, Einsitzer

### Bronze
- Hansjörg Knauthe, Joachim Meischner, Dieter Speer und Horst Koschka: Biathlon, Herren, 4 × 7,5-km-Staffel
- Manuela Groß und Uwe Kagelmann: Eiskunstlauf, Paarlauf
- Wolfram Fiedler: Rodeln, Herren, Einsitzer
- Klaus-Michael Bonsack und Wolfram Fiedler: Rodeln, Herren, Doppelsitzer
- Margit Schumann: Rodeln, Damen, Einsitzer
- Karl-Heinz Luck: Ski Nordisch, Nordische Kombination
- Rainer Schmidt: Ski Nordisch, Skispringen, Großschanze

## Teilnehmer nach Sportarten
Am Eishockeywettbewerb, bei den Bobrennen und in den alpinen Skidisziplinen nahmen keine DDR-Sportler teil.

### Biathlon
Mit Hansjörg Knauthe stellten die Biathleten einen der erfolgreichsten DDR-Vertreter. Die guten Platzierungen in der Einzelentscheidung schlugen sich in Staffelbronze nieder.
Herren:
- Hansjörg Knauthe (SG Dynamo Zinnwald)
Einzel (20 km): 
Staffel (4 × 7,5 km):

- Dieter Speer (SG Dynamo Zinnwald)
Einzel (20 km): 13. Platz
Staffel (4 × 7,5 km):

- Günter Bartnik (SG Dynamo Zinnwald)
Einzel (20 km): 15. Platz

- Horst Koschka (SG Dynamo Zinnwald)
Einzel (20 km): 20. Platz
Staffel (4 × 7,5 km):

- Joachim Meischner (SG Dynamo Zinnwald)
Staffel (4 × 7,5 km):

### Eiskunstlauf
Die Eiskunstläufer gewannen eine Medaille im Paarlauf. Die blutjungen Sportler, die ältesten Teilnehmer waren 21 Jahre alt, konnten sich in allen Wettbewerben unter den besten acht platzieren.
| Frauen: - Christine Errath (SC Dynamo Berlin) 8. Platz - Sonja Morgenstern (SC Karl-Marx-Stadt) 4. Platz | Männer - Jan Hoffmann (SC Karl-Marx-Stadt) 6. Platz | Paare: - Manuela Groß/Uwe Kagelmann (SC Dynamo Berlin) Paarlauf: - Annette Kansy/Axel Salzmann (SC Karl-Marx-Stadt) Paarlauf: 8. Platz |

### Eisschnelllauf
Im Eisschnelllauf traten nur zwei Damen an, Herren waren nicht am Start. Über 1500 m konnte Rosemarie Taupadel einen beachtlichen 5. Platz erreichen.
Damen:
- Ruth Budzisch (SC Dynamo Berlin)
500 m: 13. Platz
1000 m: 33. Platz
- Rosemarie Taupadel (SC Dynamo Berlin)
1000 m: 12. Platz
1500 m: 5. Platz
3000 m: 15. Platz

### Rodeln
Die Rennrodelwettbewerbe wurden DDR-Meisterschaften mit internationaler Beteiligung. Nur eine Medaille ließ man der Konkurrenz, der italienische Doppelsitzer Paul Hildgartner / Walter Plaikner wurde zeitgleich mit Hörnlein / Bredow Olympiasieger.
| Damen: - Anna-Maria Müller (SC Traktor Oberwiesenthal) - Ute Rührold (SC Traktor Oberwiesenthal) - Margit Schumann (ASK Vorwärts Oberhof) | Herren: - Wolfgang Scheidel (ASK Vorwärts Oberhof) - Harald Ehrig (SC Traktor Oberwiesenthal) - Wolfram Fiedler (SC Traktor Oberwiesenthal) - Klaus-Michael Bonsack (SC Traktor Oberwiesenthal) 4. Platz | Doppelsitzer - Horst Hörnlein / Reinhard Bredow (ASK Vorwärts Oberhof) - Klaus-Michael Bonsack / Wolfram Fiedler (SC Traktor Oberwiesenthal) |

### Ski Nordisch

#### Langlauf
Bei den Skilangläuferinnen erreichte Renate Fischer eine einstellige Einzelplatzierung. In der Staffel verlor Anni Unger im Zielsprint gegen Michaela Endler aus der BRD den Kampf um Platz vier. 
 Bei den Herren machte vor allem Gert-Dietmar Klause mit zwei einstelligen Platzierungen auf sich aufmerksam. Die Staffel, die bei der Weltmeisterschaft 1970 in der gleichen Besetzung noch Silber gewonnen hatte, landete auf dem 6. Platz.
| Damen: - Renate Fischer (SC Traktor Oberwiesenthal) 3 × 5 km Staffel: 5. Platz 5 km: 14. Platz 10 km: 9. Platz - Gabriele Haupt (SC Dynamo Klingenthal) 3 × 5 km Staffel: 5. Platz 5 km: 20. Platz 10 km: 18. Platz - Anna Unger (SC Dynamo Klingenthal) 3 × 5 km Staffel: 5. Platz 5 km: 28. Platz 10 km: 20. Platz - Christine Philipp (SC Traktor Oberwiesenthal) 5 km: 30. Platz 10 km: 31. Platz | Herren: - Gert-Dietmar Klause (SC Dynamo Klingenthal) 15 km: 13. Platz 30 km: 8. Platz 50 km: 9. Platz 4 × 10 km Staffel: 6. Platz - Gerhard Grimmer (ASK Vorwärts Oberhof) 4 × 10 km Staffel: 6. Platz - Eberhard Klessen (ASK Vorwärts Oberhof) 30 km: 27. Platz 50 km: 16. Platz - Gerd Heßler (SC Dynamo Klingenthal) 15 km: 25. Platz 30 km: 18. Platz 4 × 10 km Staffel: 6. Platz - Axel Lesser (ASK Vorwärts Oberhof) 15 km: 6. Platz 30 km: 12. Platz 4 × 10 km Staffel: 6. Platz - Rainer Groß (SC Dynamo Klingenthal) 15 km: 26. Platz 50 km: 18. Platz |

#### Skispringen
Auf der kleinen Schanze hatten die DDR-Vertreter nichts zu bestellen. In einem sehr von den äußeren Bedingungen geprägten Wettkampf auf der Großschanze konnte Rainer Schmidt sich von Platz acht noch auf den Bronzeplatz vorschieben, nur 0,5 Punkte hinter dem Zweitplatzierten Walter Steiner und 0,6 Punkte hinter dem Olympiasieger Wojciech Fortuna, aber auch nur 0,1 Punkte vor dem Vierten Tauno Käyhkö. Manfred Wolf, nach dem ersten Durchgang noch Dritter, fiel auf Platz fünf zurück.
- Hans-Georg Aschenbach (ASK Vorwärts Brotterode)
Normalschanze: 31. Platz
- Rainer Schmidt (SC Motor Zella-Mehlis)
Normalschanze: 15. Platz
Großschanze:
- Manfred Wolf (ASK Vorwärts Brotterode)
Normalschanze: 38. Platz
Großschanze: 5. Platz
- Henry Glaß (SC Dynamo Klingenthal)
Normalschanze: 18. Platz
Großschanze: 20. Platz
- Heinz Wosipiwo (SC Dynamo Klingenthal)
Großschanze: 39. Platz

#### Nordische Kombination
Ulrich Wehling hieß der Überraschungssieger von Sapporo. Der bis dahin unbekannte junge Sportler lag nach dem Springen auf Platz 4. Mit der drittschnellsten Laufzeit nahm er dem bis dahin zweitplatzierten Finnen Rauno Miettinen fast zwei Minuten ab und gewann Gold. Karl-Heinz Luck verbesserte sich mit der schnellsten Laufzeit von Platz 17 nach dem Springen schon fast sensationell noch auf den Bronzeplatz.
- Ulrich Wehling (SC Traktor Oberwiesenthal)
Einzel (Normalschanze 70 m / 15 km):
- Karl-Heinz Luck (SC Motor Zella-Mehlis)
Einzel (Normalschanze 70 m / 15 km):
- Hans Hartleb (SC Motor Zella-Mehlis)
Einzel (Normalschanze 70 m / 15 km): 18. Platz
- Günter Deckert (SC Dynamo Klingenthal)
Einzel (Normalschanze 70 m / 15 km): 9. Platz

## Statistik

### Medaillen nach Sportarten
| Medaillenspiegel (bezogen auf die Entscheidungen) | Medaillenspiegel (bezogen auf die Entscheidungen) | Medaillenspiegel (bezogen auf die Entscheidungen) | Medaillenspiegel (bezogen auf die Entscheidungen) | Medaillenspiegel (bezogen auf die Entscheidungen) | Medaillenspiegel (bezogen auf die Entscheidungen) |
| Platz                                             | Mannschaft                                        | Gold                                              | Silber                                            | Bronze                                            | Gesamt                                            |
| ------------------------------------------------- | ------------------------------------------------- | ------------------------------------------------- | ------------------------------------------------- | ------------------------------------------------- | ------------------------------------------------- |
| 1                                                 | Rennrodeln                                        | 3                                                 | 2                                                 | 3                                                 | 8                                                 |
| 2                                                 | Nordische Kombination                             | 1                                                 | 0                                                 | 1                                                 | 2                                                 |
| 3                                                 | Biathlon                                          | 0                                                 | 1                                                 | 1                                                 | 2                                                 |
| 4                                                 | Skispringen                                       | 0                                                 | 0                                                 | 1                                                 | 1                                                 |
| 4                                                 | Eiskunstlauf                                      | 0                                                 | 0                                                 | 1                                                 | 1                                                 |

### Medaillen nach Sportclubs
| Medaillenspiegel (bezogen auf die einzelnen Athleten) | Medaillenspiegel (bezogen auf die einzelnen Athleten) | Medaillenspiegel (bezogen auf die einzelnen Athleten) | Medaillenspiegel (bezogen auf die einzelnen Athleten) | Medaillenspiegel (bezogen auf die einzelnen Athleten) | Medaillenspiegel (bezogen auf die einzelnen Athleten) |
| Platz                                                 | Mannschaft                                            | Gold                                                  | Silber                                                | Bronze                                                | Gesamt                                                |
| ----------------------------------------------------- | ----------------------------------------------------- | ----------------------------------------------------- | ----------------------------------------------------- | ----------------------------------------------------- | ----------------------------------------------------- |
| 1                                                     | ASK Oberhof                                           | 3                                                     | 0                                                     | 1                                                     | 4                                                     |
| 2                                                     | SC Traktor Oberwiesenthal                             | 2                                                     | 3                                                     | 3                                                     | 8                                                     |
| 3                                                     | SG Dynamo Zinnwald                                    | 0                                                     | 1                                                     | 4                                                     | 5                                                     |
| 4                                                     | SC Dynamo Berlin                                      | 0                                                     | 0                                                     | 2                                                     | 2                                                     |
| 4                                                     | SC Motor Zella-Mehlis                                 | 0                                                     | 0                                                     | 2                                                     | 2                                                     |

### Teilnehmer nach Sportclubs
| Mannschaft                | Männer | Frauen | Gesamt |
| ------------------------- | ------ | ------ | ------ |
| SC Dynamo Klingenthal     | 6      | 2      | 8      |
| SC Traktor Oberwiesenthal | 4      | 4      | 8      |
| ASK Oberhof               | 6      | 1      | 7      |
| SC Dynamo Berlin          | 1      | 4      | 5      |
| SG Dynamo Zinnwald        | 5      | 0      | 5      |
| SC Karl-Marx-Stadt        | 2      | 2      | 4      |
| SC Motor Zella-Mehlis     | 3      | 0      | 3      |
| ASK Vorwärts Brotterode   | 2      | 0      | 2      |
| Gesamt                    | 29     | 13     | 42     |

## Weblink
- Olympiamannschaft der DDR 1972 in der Datenbank von Sports-Reference (englisch; archiviert vom Original)